# Neoserolis uaperta
Neoserolis uaperta is een pissebed uit de familie Serolidae. De wetenschappelijke naam van de soort is voor het eerst geldig gepubliceerd in 1971 door Moreira.